# 992
| Calendário gregoriano                                                        | 992 CMXCII                                            |
| Ab urbe condita                                                              | 1745                                                  |
| Calendário arménio                                                           | 441 – 442                                             |
| Calendário bahá'í                                                            | -852 – -851                                           |
| Calendário budista                                                           | 1536                                                  |
| Calendário chinês                                                            | 3688 – 3689 Início a 7 de fevereiro (aproximadamente) |
| Calendário copta                                                             | 708 – 709                                             |
| Calendário etíope                                                            | 984 – 985                                             |
| Calendários hindus - Vikram Samvat - Calendário nacional indiano - Cáli Iuga | 1047 – 1048 913 – 914 4092 – 4093                     |
| Calendário Holoceno                                                          | 10992                                                 |
| Calendário islâmico                                                          | 382 – 383                                             |
| Calendário judaico                                                           | 4752 – 4753                                           |
| Calendário persa                                                             | 370 – 371                                             |
| Calendário rúnico                                                            | 1242                                                  |
| Calendário solar tailandês                                                   | 1535                                                  |

992 (CMXCII na numeração romana) foi um ano bissexto do século X do Calendário Juliano, da Era de Cristo, teve início a uma sexta-feira e terminou a um sábado e as suas letras dominicais foram  C e B (52 semanas).
No território que viria a ser o reino de Portugal estava em vigor a Era de César que já contava 1030 anos.
| Ano completo                          |
| ------------------------------------- |
| Ano bissexto com início à sexta-feira |

## Eventos
- Império Bizantino e Veneza estabelecem seu primeiro tratado comercial.

## Nascimentos
- Olderico Manfredo II de Turim m. 1040 Conde de Turim e marquês de Susa.

## Mortes
- 30 de Setembro - Borrell II, n. 920 foi conde de Barcelona de Girona e de Urgel.